# Гері Бергмен
Гері Бергмен (англ. Gary Bergman, нар. 7 жовтня 1938, Кенора — пом. 8 грудня 2000, Детройт) — канадський хокеїст, що грав на позиції захисника. Грав за збірну команду Канади.
Провів понад 800 матчів у Національній хокейній лізі.

## Ігрова кар'єра
Хокейну кар'єру розпочав 1957 року.
Протягом професійної клубної ігрової кар'єри, що тривала 17 років, захищав кольори команд «Баффало Бізонс», «Клівленд Баронс», «Квебек Ейсес», «Детройт Ред-Вінгс», «Міннесота Норт-Старс» та «Канзас-Сіті Скаутс».
Загалом провів 859 матчів у НХЛ, включаючи 21 гру плей-оф Кубка Стенлі.
Виступав за збірну Канади в суперсерії 1972 року проти збірної СРСР, до збірної його запросили тренери збірної Гаррі Сінден та Джон Фергюсон.

## Нагороди та досягнення
- Володар Меморіального кубка в складі «Вінніпег Брейвс» — 1959.
- Учасник матчу усіх зірок НХЛ — 1973.

## Статистика

### Клубні виступи
| Сезон        | Клуб                   | Ліга         | Регулярний сезон | Регулярний сезон | Регулярний сезон | Регулярний сезон | Регулярний сезон | Плей-оф | Плей-оф | Плей-оф | Плей-оф | Плей-оф |
| Сезон        | Клуб                   | Ліга         | І                | Г                | П                | О                | ШХ               | І       | Г       | П       | О       | ШХ      |
| ------------ | ---------------------- | ------------ | ---------------- | ---------------- | ---------------- | ---------------- | ---------------- | ------- | ------- | ------- | ------- | ------- |
| 1957–58      | «Вінніпег Брейвс»      | МЮХЛ         | 30               | 4                | 2                | 6                | 73               | 5       | 1       | 2       | 3       | 14      |
| 1957–58      | «Вінніпег Ворріорс»    | ЗХЛ          | 2                | 0                | 0                | 0                | 0                | —       | —       | —       | —       | —       |
| 1958–59      | «Вінніпег Брейвс»      | МЮХЛ         | 29               | 15               | 15               | 30               | 114              | 24      | 4       | 20      | 24      | 46      |
| 1959–60      | «Вінніпег Ворріорс»    | ЗХЛ          | 58               | 1                | 9                | 10               | 147              | —       | —       | —       | —       | —       |
| 1960–61      | «Баффало Бізонс»       | АХЛ          | 67               | 5                | 14               | 19               | 104              | 4       | 0       | 0       | 0       | 12      |
| 1961–62      | «Клівленд Баронс»      | АХЛ          | 68               | 10               | 30               | 40               | 164              | 6       | 1       | 2       | 3       | 14      |
| 1962–63      | «Квебек Ейсес»         | АХЛ          | 8                | 1                | 2                | 3                | 14               | —       | —       | —       | —       | —       |
| 1962–63      | «Клівленд Баронс»      | АХЛ          | 47               | 4                | 19               | 23               | 127              | 7       | 1       | 5       | 6       | 10      |
| 1963–64      | «Спрингфілд Індіанс»   | АХЛ          | 60               | 13               | 24               | 37               | 106              | —       | —       | —       | —       | —       |
| 1964–65      | «Детройт Ред-Вінгс»    | НХЛ          | 58               | 4                | 7                | 11               | 85               | 5       | 0       | 1       | 1       | 4       |
| 1965–66      | «Детройт Ред-Вінгс»    | НХЛ          | 61               | 3                | 16               | 19               | 96               | 12      | 0       | 3       | 3       | 14      |
| 1965–66      | «Мемфіс Вінгс»         | ЦПХЛ         | 5                | 2                | 3                | 5                | 4                | —       | —       | —       | —       | —       |
| 1966–67      | «Детройт Ред-Вінгс»    | НХЛ          | 70               | 5                | 30               | 35               | 129              | —       | —       | —       | —       | —       |
| 1967–68      | «Детройт Ред-Вінгс»    | НХЛ          | 74               | 13               | 28               | 41               | 109              | —       | —       | —       | —       | —       |
| 1968–69      | «Детройт Ред-Вінгс»    | НХЛ          | 76               | 7                | 30               | 37               | 80               | —       | —       | —       | —       | —       |
| 1969–70      | «Детройт Ред-Вінгс»    | НХЛ          | 69               | 6                | 17               | 23               | 122              | 4       | 0       | 1       | 1       | 2       |
| 1970–71      | «Детройт Ред-Вінгс»    | НХЛ          | 68               | 8                | 25               | 33               | 149              | —       | —       | —       | —       | —       |
| 1971–72      | «Детройт Ред-Вінгс»    | НХЛ          | 75               | 6                | 31               | 37               | 138              | —       | —       | —       | —       | —       |
| 1972–73      | «Детройт Ред-Вінгс»    | НХЛ          | 68               | 3                | 28               | 31               | 71               | —       | —       | —       | —       | —       |
| 1973–74      | «Детройт Ред-Вінгс»    | НХЛ          | 11               | 0                | 6                | 6                | 18               | —       | —       | —       | —       | —       |
| 1973–74      | «Міннесота Норт-Старс» | НХЛ          | 57               | 3                | 23               | 26               | 66               | —       | —       | —       | —       | —       |
| 1974–75      | «Детройт Ред-Вінгс»    | НХЛ          | 76               | 5                | 25               | 30               | 104              | —       | —       | —       | —       | —       |
| 1975–76      | «Канзас-Сіті Скаутс»   | НХЛ          | 75               | 5                | 33               | 38               | 82               | —       | —       | —       | —       | —       |
| Усього в НХЛ | Усього в НХЛ           | Усього в НХЛ | 838              | 68               | 299              | 367              | 1249             | 21      | 0       | 5       | 5       | 20      |

### Збірна
| Рік  | Команда | Турнір | І | Г | П | О | ШХ |
| ---- | ------- | ------ | - | - | - | - | -- |
| 1972 | Канада  | СС     | 8 | 0 | 3 | 3 | 13 |